# アサロン
アサロン(Asarone)は、ショウブ科やカンアオイ属等の植物で見られるエーテルである。α型（トランス型）とβ型（シス型）がある。揮発性のアロマオイルとして、植物や菌類の害虫や細菌を殺すために用いられるが、その毒性と発がん性から、これを元に実用的な駆虫剤や殺虫剤を作るのは難しいと考えられている。

## 薬理作用
アサロンの主要な症状は、時には15時間以上もの長い吐き気が続くことである。アサロンは、かつて主張されていたようにトリメトキシアンフェタミンには代謝されない。β-アサロンは、アルツハイマー型認知症等の認識機能障害の治療薬の候補物質として期待されている。